# Phorocera grandis
Phorocera grandis är en tvåvingeart som först beskrevs av Camillo Rondani 1859.  Phorocera grandis ingår i släktet Phorocera och familjen parasitflugor. Inga underarter finns listade i Catalogue of Life.